# Elke-Vera Kotowski
Elke-Vera Kotowski (* 1961 in Hagen) ist eine deutsche Sozialwissenschaftlerin.

## Leben
Kotowski studierte Politik-, Literatur- und Kulturwissenschaft sowie Philosophie in Berlin und Duisburg (Diplom-Sozialwissenschaftlerin 1990). Von 1990 bis 1994 war sie als Redakteurin im Zeitgeist Verlag in Düsseldorf tätig. Von 1994 bis 2000 arbeitete sie am Lehrstuhl für deutsch-jüdische Geschichte (Professur Julius H. Schoeps) am Historischen Institut der Universität Potsdam. 2000 wurde sie zum Dr. phil. promoviert. Seitdem ist sie Mitarbeiterin am Moses Mendelssohn Zentrum für europäisch-jüdische Studien in Potsdam und Koordinatorin des Walther-Rathenau-Graduiertenkollegs. Sie ist Autorin und Herausgeberin zahlreicher Schriften.

## Schriften (Auswahl)
- Feindliche Dioskuren. Theodor Lessing und Ludwig Klages. Das Scheitern einer Jugendfreundschaft (1885–1899). Jüdische Verlagsanstalt, Berlin 2000, ISBN 3-934658-09-1 (= Sifria. Band 3).
- mit Julius H. Schoeps, Hiltrud Wallenborn (Hrsg.): Handbuch zur Geschichte der Juden in Europa. 2 Bände, Wissenschaftliche Buchgesellschaft, Darmstadt 2011, ISBN 3-89678-419-6.
- Theodor Lessing (1872–1933). Philosoph – Feuilletonist – Volksbildner, herausgegeben vom Centrum Judaicum, Hentrich & Hentrich, Berlin 2009, ISBN 978-3-941450-05-9 (= Jüdische Miniaturen, Band 87).
- (Hrsg.): Aufbau. Sprachrohr, Heimat, Mythos. Geschichte(n) einer deutsch-jüdischen Zeitung aus New York 1934 bis heute, herausgegeben vom Centrum Judaicum, Hentrich & Hentrich, Berlin 2011, ISBN 978-3-942271-19-6 (= Jüdische Miniaturen, Band 109).
- Valeska Gert. Ein Leben in Tanz, Film und Kabarett, herausgegeben vom Centrum Judaicum,  Hentrich & Hentrich, Berlin 2012, ISBN 978-3-942271-53-0 (= Jüdische Miniaturen. Band 123).
- mit Gideon Botsch et al. (Hrsg.): "… und handle mit Vernunft" : Beiträge zur europäisch-jüdischen Beziehungsgeschichte. Festschrift zum 20jährigen Bestehen des Moses-Mendelssohn-Zentrums. Olms, Hildesheim u. a. 2012, ISBN 978-3-487-14736-9 (= Haskala. Band 50).
- mit Maria Berger, Uri Faber (Hrsg.): Synagogen in Brandenburg. Spurensuche. Hentrich & Hentrich, Berlin 2013, ISBN 978-3-95565-014-8.
- (Hrsg.): Das Kulturerbe deutschsprachiger Juden. Eine Spurensuche in den Ursprungs-, Transit- und Emigrationsländern.  de Gruyter Oldenbourg, Berlin / München 2015, ISBN 978-3-11-030479-4 (= Europäisch-jüdische Studien, Beiträge. Band 9).
- mit Dekel Peretz: Franz Oppenheimer, Wegbereiter der Sozialen Marktwirtschaft, herausgegeben vom Centrum Judaicum, Hentrich & Hentrich, Berlin 2015, ISBN 978-3-95565-068-1 (= Jüdische Miniaturen, Band 157).
- Lotte Laserstein. Die Porträtistin der Neuen Sachlichkeit, Hentrich & Hentrich, Leipzig 2022, ISBN 978-3-95565-494-8.